# Carlos Alberto de Sousa
Carlos Alberto de Sousa (Natal, 26 de dezembro de 1945 — Natal, 22 de dezembro de 1998) foi um radialista, jornalista, publicitário técnico em contabilidade, empresário e político brasileiro que fez política no estado do Rio Grande do Norte exercendo todos os cargos da seara legislativa.

## Biografia
Começou sua vida profissional como radialista trabalhando na antiga Rádio Cabugi de propriedade da Família Alves e fez o curso de técnico em contabilidade pela Escola Técnica de Comércio de Natal, concluindo-o em 1972, ano em que foi eleito vereador pelo MDB, legenda onde foi eleito deputado estadual em 1974 e deputado federal e 1978. Nesse período concluiu os cursos de Psicologia da Educação e de atualização em Direito do Trabalho pela Fundação Padre Ibiapina, na capital potiguar.
Com o fim do bipartidarismo ingressou no PMDB, mas uma articulação política o fez migrar para o PDS numa época em que presidiu uma CPI para investigar o Atentado do Riocentro embora o resultado da mesma tenha sido inconclusivo. Eleito senador em 1982, obteve a concessão da TV Ponta Negra afiliada ao SBT. Na época em que comandava a emissora, estrelava um programa regional no sábado, no qual realizava amplo trabalho de filantropia. No decorrer de seu mandato obteve o bacharelado em Comunicação Social com habilitação em Publicidade e Propaganda pelo Uniceub migrando depois para o PTB e a seguir para o PDC, tendo assinado também ficha de filiação ao PFL.
Elegeria-se para o seu segundo mandato de deputado federal em 1994, encerrando sua carreira política no PSDB. Faleceu no exercício do mandato e foi substituído pela suplente Ana Catarina Alves
Carlos Alberto morreu em 1998 em decorrência de leucemia, deixando sua filha Micarla de Sousa no comando de seu canal de TV.